# Yura Yura
Yura Yura (ユラユラ?) è un brano musicale del gruppo giapponese Hearts Grow, e pubblicato il 6 dicembre 2006 come loro secondo singolo. Il brano è stato utilizzato come nona sigla di apertura degli episodi dal 203 al 220 dell'anime Naruto. Il singolo è arrivato alla cinquantaduesima posizione della classifica Oricon dei singoli più venduti in Giappone, rimanendo in classifica per dieci settimane.

## Tracce
CD singolo ESCL-2920
1. Yura Yura (ユラユラ)
2. Monogatari (物語)
3. Yura Yura (Instrumental)

Durata totale: 15:17

## Classifiche
| Classifica (2006) | Posizione massima |
| ----------------- | ----------------- |
| Giappone (Oricon) | 52                |